# 和平镇 (榆中县)
和平镇，是中华人民共和国甘肃省兰州市榆中县下辖的一个乡镇级行政单位。

## 行政区划
和平镇下辖以下地区：
和平村、袁家营村、沈家河村、祁家坡村、高营村、菜籽山村、范家营村、马家山村、豆家山村、邵家泉村、直沟门村、陈家庄村和路口村。